# Negro sobre blanco
Negro sobre blanco era un programa dedicado a la literatura, dirigido y presentado por Fernando Sánchez Dragó. Se emitió entre 1997 y 2004 en La 2 de Televisión Española los domingos por la noche tras la emisión del programa sobre fútbol Estudio estadio. Posteriormente Dragó dirigió y presentó, entre 2005 y 2012, un programa del mismo estilo denominado Las noches blancas en Telemadrid.

## Formato
Con una duración que oscilaba entre los 60 y los 90 minutos por emisión la base del programa era prioritariamente el análisis de obras literarias y sus autores. Negro sobre blanco incluía un coloquio con escritores y personalidades vinculadas a la cultura en las que también se analizaban temas de actualidad. Se completaba con debates, entrevistas y reportajes sobre la actualidad literaria contemporánea. Ocasionalmente también se realizaban monográficos dedicados a escritores relevantes que podían extenderse durante más de una emisión.

## Personajes invitados
Entre los invitados que acudieron figuraron: Fernando Díez de Urdanivia y Díaz,Antonio Escohotado, Gabriel Albiac, Leopoldo María Panero, José Saramago, Mari Muchnik, Juan García Atienza, Federico Jiménez Losantos, Mercedes Salisachs, Javier Martínez Reverte, Alfonso Guerra, Luis de la Peña, Juan Ángel Juristo, Fernando Savater, Alejandro Jodorowsky, José María Aznar, Francisco Albertos, Ramón Cacabelos, Joaquín Leguina, Alberto Montaner, Javier Ortiz, Mario Vargas Llosa, Antonio Colinas, Gonzalo Santonja, Juan José Armas Marcelo, Luis Mateo Díez, Concha García Conde, Camilo José Cela, Ramón Buenaventura, Guillermo Cabrera Infante, Viswanathan Anand, Ricardo de la Cierva, Henry Kamen, Jesús Torbado, Luis Alberto de Cuenca, Carlos Rojas, Fernando Rodríguez Lafuente, Luis Goytisolo, Antonio Escohotado, Ana María Matute, Rafael Sánchez Ferlosio, Antonio Hernández, Chufo Llorens, Antonio Lopez Campillo, Fernando de Orbaneja, Gonzalo Puente Ojea, Jesús Lizano, Gustavo Bueno.